# 避暑
避暑，是一種行為模式，指夏季到來時，人們遷居到清涼的地方，以避開暑氣。有些氣溫適中、環境很好的地方，會開發成避暑勝地或者是避暑山莊等度假房產，以供人們避暑。

## 著名避暑勝地
- 承德避暑山莊
- 邦芭茵夏宮
- 華欣
- 波哥山（英语：Bokor Hill Station）
- 阿马尔菲
- 聖塞瓦斯蒂安
- 马贝拉
- 卡斯卡伊斯
- 巴特伊施爾
- 美泉宮
- 無憂宮
- 上萨尔茨堡山
- 巴拉顿维拉戈什
- 埃福列
- 布萊德市鎮
- 索契
- 北戴河
- 廬山
- 蘆山
- 香港太平山
- 陽明山
- 臺灣太平山
- 溪頭
- 阿第倫達克山脈
- 北卡羅萊納州櫸木山（英语：Beech Mountain, North Carolina）
- 鳴澤村
- 輕井澤
- 碧瑤市
- 大雅臺市（英语：Tagaytay）
- 金马伦高原
- 云顶高原